# Serie D 2005-2006
La Serie D 2005-2006 è la 58ª edizione del campionato di categoria.

## Stagione

### Aggiornamenti
Ad inizio stagione vengono ripescate in Serie C2 per carenza di organico le seguenti squadre:
Lecco
Città di Jesolo
Il Como, che aveva causato una di queste due vacanze non iscrivendosi in C2, in riconoscimento della sua tradizione sportiva cittadina fu iscritto in sovrannumero in D con una nuova società.
A causa delle difficoltà finanziarie non si iscrivono al campionato:
Loanesi
Santa Lucia
Cosenza Calcio 1914
Villese
Discorso a parte per quanto riguarda la Canzese: Per l'inadeguatezza del proprio campo di gioco e non potendo ampliarlo, la Canzese si è trovata nell'impossibilità dell'iscrizione alla serie maggiore (le normative vigenti, infatti, prevedevano che una squadra giochi le gare di campionato in un impianto sportivo presso il comune dove ha la sede), lasciando il proprio posto al Lecco.
A completamento di organico vengono ripescate molte delle squadre retrocesse la scorsa stagione: Chieri, Crevalcore, Fortis Juventus, Santarcangelo, 
Viribus Unitis, Noicattaro.
Inoltre avvengono le seguenti fusioni e cessioni del titolo sportivo:
La Nuova Albano diventa Bergamo Cenate.
La Bergamo Fiorente cede il titolo al Caravaggio
L'Acerrana cede il titolo all'Aversa Normanna
La Rosarnese cede il titolo alla Scillese

### Formula
A partire da quest'anno cambiò il formato dei play-off.
Dopo una prima fase utile a determinare il vincitore dei play-off all'interno di ogni singolo girone, con gare singole disputate in casa della miglior piazzata durante il campionato, si svolgeva una fase intergirone, sulla falsariga della Poule scudetto, dove le nove squadre vincitrici dei play-off di ogni girone venivano divise in tre giorni da tre squadre ognuno. Ogni vincitrice più la miglior seconda si qualificavano per le semifinali. Come sempre i paly-off non metteva in palio la promozione diretta nella categoria superiore ma era utile per stilare una graduatoria dove attingere in caso di ripescaggi.

## Girone A

### Classifica finale
|  | Pos. | Squadra         | Pt | G  | V  | N  | P  | GF | GS  | DR  |
|  | ---- | --------------- | -- | -- | -- | -- | -- | -- | --- | --- |
|  | 1.   | Varese          | 69 | 34 | 19 | 12 | 3  | 64 | 30  | -30 |
|  | 2.   | USO Calcio      | 61 | 34 | 17 | 10 | 7  | 73 | 45  | +28 |
|  | 3.   | Canavese        | 59 | 34 | 16 | 11 | 7  | 52 | 30  | +22 |
|  | 4.   | Borgomanero     | 54 | 34 | 14 | 12 | 8  | 47 | 38  | +9  |
|  | 5.   | Orbassano       | 54 | 34 | 14 | 12 | 8  | 45 | 38  | +7  |
|  | 6.   | Vado            | 52 | 34 | 12 | 16 | 6  | 57 | 42  | +15 |
|  | 7.   | Giaveno         | 51 | 34 | 12 | 15 | 7  | 38 | 26  | +12 |
|  | 8.   | Alessandria     | 50 | 34 | 11 | 17 | 6  | 61 | 39  | +22 |
|  | 9.   | Cossatese       | 49 | 34 | 13 | 10 | 11 | 41 | 35  | +6  |
|  | 10.  | Solbiatese      | 47 | 34 | 14 | 5  | 15 | 32 | 37  | -5  |
|  | 11.  | Voghera         | 44 | 34 | 11 | 11 | 12 | 37 | 33  | +4  |
|  | 12.  | Casteggio Broni | 44 | 34 | 12 | 8  | 14 | 50 | 47  | +3  |
|  | 13.  | Castellettese   | 41 | 34 | 10 | 11 | 13 | 47 | 50  | -3  |
|  | 14.  | Trino           | 34 | 34 | 7  | 13 | 14 | 35 | 45  | -10 |
|  | 15.  | Saluzzo         | 34 | 34 | 9  | 7  | 18 | 46 | 59  | -13 |
|  | 16.  | Savona          | 32 | 34 | 5  | 17 | 12 | 32 | 50  | -18 |
|  | 17.  | Vigevano        | 32 | 34 | 7  | 11 | 16 | 34 | 48  | -14 |
|  | 18.  | Chiari          | 11 | 34 | 3  | 2  | 29 | 25 | 124 | -99 |

Legenda:
      Promossa in Serie C2 2006-2007.
 Qualificate ai play-off o play-out.
      Qualificata per i play-off intergirone.
      Retrocessa in Eccellenza 2006-2007.
Regolamento:
Tre punti a vittoria, uno a pareggio, zero a sconfitta.
In caso di arrivo di due o più squadre a pari punti, la graduatoria verrà stilata secondo la classifica avulsa
In caso di pari punti per promozioni o retrocessioni si disputava uno spareggio.
Note:
Il Trino e il Savona sono stati poi ripescati in Serie D 2006-2007.

### Spareggi

#### Spareggio salvezza
|        | Risultati     |          | Luogo e data      |
| ------ | ------------- | -------- | ----------------- |
| Savona | 1-1 (5-2 dtr) | Vigevano | ?, 14 maggio 2006 |
|        |               |          |                   |

#### Play-off

##### Semifinali
|            | Risultati     |             | Luogo e data                        |
| ---------- | ------------- | ----------- | ----------------------------------- |
| USO Calcio | 2-3           | Orbassano   | Calcio, 14 maggio 2006              |
| Canavese   | 2-2 (7-5 dtr) | Borgomanero | San Giusto Canavese, 14 maggio 2006 |
|            |               |             |                                     |

##### Finale
|          | Risultati |           | Luogo e data                        |
| -------- | --------- | --------- | ----------------------------------- |
| Canavese | 1-2 (dts) | Orbassano | San Giusto Canavese, 21 maggio 2006 |
|          |           |           |                                     |

#### Play-out
|               | Risultati |               | Luogo e data      |
| ------------- | --------- | ------------- | ----------------- |
| Savona        | 1-0       | Castellettese | ?, 21 maggio 2006 |
| Castellettese | 1-0       | Savona        | ?, 28 maggio 2006 |
|               |           |               |                   |
| Trino         | 2-3       | Saluzzo       | ?, 21 maggio 2006 |
| Saluzzo       | 1-1       | Trino         | ?, 28 maggio 2006 |
|               |           |               |                   |

## Girone B

### Classifica finale
|  | Pos. | Squadra         | Pt | G  | V  | N  | P  | GF | GS | DR  |
|  | ---- | --------------- | -- | -- | -- | -- | -- | -- | -- | --- |
|  | 1.   | Nuorese         | 75 | 34 | 23 | 6  | 5  | 73 | 33 | +40 |
|  | 2.   | Palazzolo       | 70 | 34 | 21 | 7  | 6  | 52 | 33 | +19 |
|  | 3.   | Tritium         | 63 | 34 | 18 | 9  | 7  | 58 | 36 | +22 |
|  | 4.   | Como            | 55 | 34 | 15 | 10 | 9  | 36 | 32 | +4  |
|  | 5.   | Fanfulla        | 51 | 34 | 14 | 9  | 11 | 47 | 43 | +4  |
|  | 6.   | Seregno         | 49 | 34 | 13 | 10 | 11 | 41 | 39 | +2  |
|  | 7.   | Olginatese      | 44 | 34 | 10 | 14 | 10 | 44 | 43 | +1  |
|  | 8.   | Arzachena       | 43 | 34 | 9  | 16 | 9  | 43 | 40 | +3  |
|  | 9.   | Atletico Calcio | 43 | 34 | 12 | 7  | 15 | 44 | 44 | 0   |
|  | 10.  | Villacidrese    | 42 | 34 | 10 | 12 | 12 | 41 | 45 | -4  |
|  | 11.  | Renate          | 41 | 34 | 9  | 14 | 11 | 47 | 49 | -2  |
|  | 12.  | Calangianus     | 40 | 34 | 10 | 10 | 14 | 35 | 36 | -1  |
|  | 13.  | Colognese       | 38 | 34 | 10 | 8  | 16 | 38 | 50 | -12 |
|  | 14.  | Alghero         | 38 | 34 | 8  | 14 | 12 | 36 | 42 | -6  |
|  | 15.  | Bergamo Cenate  | 35 | 34 | 7  | 14 | 13 | 31 | 38 | -7  |
|  | 16.  | Oggiono         | 33 | 34 | 7  | 12 | 15 | 36 | 46 | -10 |
|  | 17.  | Caratese        | 33 | 34 | 8  | 9  | 17 | 33 | 58 | -25 |
|  | 18.  | Caravaggio      | 32 | 34 | 9  | 5  | 20 | 29 | 57 | -28 |

Legenda:
      Promossa in Serie C2 2006-2007.
 Qualificate ai play-off o play-out.
      Qualificata per i play-off intergirone.
      Retrocessa in Eccellenza 2006-2007.
Regolamento:
Tre punti a vittoria, uno a pareggio, zero a sconfitta.
In caso di arrivo di due o più squadre a pari punti, la graduatoria verrà stilata secondo la classifica avulsa
In caso di pari punti per promozioni o retrocessioni si disputava uno spareggio.

### Spareggi

#### Spareggio salvezza
|         | Risultati     |          | Luogo e data      |
| ------- | ------------- | -------- | ----------------- |
| Oggiono | 2-2 (7-5 dtr) | Caratese | ?, 14 maggio 2006 |
|         |               |          |                   |

#### Play-off

##### Semifinali
|           | Risultati |          | Luogo e data                         |
| --------- | --------- | -------- | ------------------------------------ |
| Palazzolo | 3-0       | Fanfulla | Palazzolo sull'Oglio, 14 maggio 2006 |
| Tritium   | 3-0       | Como     | Trezzo sull'Adda, 14 maggio 2006     |
|           |           |          |                                      |

##### Finale
|           | Risultati |         | Luogo e data                         |
| --------- | --------- | ------- | ------------------------------------ |
| Palazzolo | 2-3       | Tritium | Palazzolo sull'Oglio, 21 maggio 2006 |
|           |           |         |                                      |

#### Play-out
|                | Risultati |                | Luogo e data      |
| -------------- | --------- | -------------- | ----------------- |
| Oggiono        | 1-1       | Colognese      | ?, 21 maggio 2006 |
| Colognese      | 3-0       | Oggiono        | ?, 28 maggio 2006 |
|                |           |                |                   |
| Bergamo Cenate | 1-1       | Alghero        | ?, 21 maggio 2006 |
| Alghero        | 1-1       | Bergamo Cenate | ?, 28 maggio 2006 |
|                |           |                |                   |

## Girone C

### Classifica finale
|  | Pos. | Squadra             | Pt | G  | V  | N  | P  | GF | GS | DR  |
|  | ---- | ------------------- | -- | -- | -- | -- | -- | -- | -- | --- |
|  | 1.   | Boca San Lazzaro    | 61 | 34 | 17 | 10 | 7  | 51 | 32 | +19 |
|  | 2.   | Castellarano        | 59 | 34 | 16 | 11 | 7  | 59 | 34 | +25 |
|  | 3.   | Salò                | 58 | 34 | 16 | 10 | 8  | 58 | 39 | +19 |
|  | 4.   | Cervia              | 56 | 34 | 14 | 14 | 6  | 55 | 42 | +13 |
|  | 5.   | Rodengo Saiano      | 56 | 34 | 16 | 8  | 10 | 62 | 43 | +19 |
|  | 6.   | Russi               | 54 | 34 | 14 | 12 | 8  | 44 | 32 | +12 |
|  | 7.   | Verucchio           | 53 | 34 | 14 | 11 | 9  | 48 | 40 | +8  |
|  | 8.   | Carpi               | 52 | 34 | 14 | 10 | 10 | 45 | 35 | +10 |
|  | 9.   | Castellana          | 52 | 34 | 14 | 10 | 10 | 39 | 37 | +2  |
|  | 10.  | Mezzolara           | 47 | 34 | 12 | 11 | 11 | 40 | 40 | 0   |
|  | 11.  | Santarcangelo       | 46 | 34 | 11 | 13 | 10 | 37 | 36 | +1  |
|  | 12.  | Virtus Castelfranco | 46 | 34 | 11 | 13 | 10 | 45 | 47 | -2  |
|  | 13.  | Reno Centese        | 43 | 34 | 11 | 10 | 13 | 36 | 40 | -4  |
|  | 14.  | Cattolica           | 41 | 34 | 12 | 5  | 17 | 41 | 48 | -7  |
|  | 15.  | Valleverde Riccione | 39 | 34 | 9  | 12 | 13 | 37 | 50 | -13 |
|  | 16.  | Centese (-1)        | 28 | 34 | 7  | 8  | 19 | 25 | 55 | -30 |
|  | 17.  | Crevalcore          | 19 | 34 | 3  | 10 | 21 | 31 | 61 | -30 |
|  | 18.  | Meletolese          | 13 | 34 | 1  | 10 | 23 | 15 | 57 | -42 |

Legenda:
      Promossa in Serie C2 2006-2007.
 Qualificate ai play-off o play-out.
      Qualificata per i play-off intergirone.
      Retrocessa in Eccellenza 2006-2007.
Regolamento:
Tre punti a vittoria, uno a pareggio, zero a sconfitta.
In caso di arrivo di due o più squadre a pari punti, la graduatoria verrà stilata secondo la classifica avulsa
In caso di pari punti per promozioni o retrocessioni si disputava uno spareggio.
Note:
La Centese ha scontato 1 punto di penalizzazione.
La Valleverde Riccione è stata poi ripescata in Serie D 2006-2007.

### Spareggi

#### Play-off

##### Semifinali
|              | Risultati     |                | Luogo e data                 |
| ------------ | ------------- | -------------- | ---------------------------- |
| Castellarano | 2-2 (3-6 dtr) | Rodengo Saiano | Castellarano, 14 maggio 2006 |
| Salò         | 2-1 (dts)     | Cervia         | Salò, 15 maggio 2006         |
|              |               |                |                              |

##### Finale
|      | Risultati |                | Luogo e data         |
| ---- | --------- | -------------- | -------------------- |
| Salò | 3-2       | Rodengo Saiano | Salò, 21 maggio 2006 |
|      |           |                |                      |

#### Play-out
|                     | Risultati |                     | Luogo e data      |
| ------------------- | --------- | ------------------- | ----------------- |
| Centese             | 1-3       | Reno Centese        | ?, 21 maggio 2006 |
| Reno Centese        | 1-1       | Centese             | ?, 28 maggio 2006 |
|                     |           |                     |                   |
| Valleverde Riccione | 2-1       | Cattolica           | ?, 21 maggio 2006 |
| Cattolica           | 2-1       | Valleverde Riccione | ?, 28 maggio 2006 |
|                     |           |                     |                   |

## Girone D

### Classifica finale
|  | Pos. | Squadra              | Pt | G  | V  | N  | P  | GF | GS | DR  |
|  | ---- | -------------------- | -- | -- | -- | -- | -- | -- | -- | --- |
|  | 1.   | Rovigo               | 83 | 38 | 24 | 11 | 3  | 63 | 33 | +30 |
|  | 2.   | Tamai                | 70 | 38 | 21 | 7  | 10 | 71 | 43 | +28 |
|  | 3.   | Sambonifacese        | 67 | 38 | 19 | 10 | 9  | 60 | 38 | +22 |
|  | 4.   | Bolzano              | 66 | 38 | 18 | 12 | 8  | 50 | 37 | +13 |
|  | 5.   | Sanvitese            | 63 | 38 | 18 | 9  | 11 | 53 | 51 | +2  |
|  | 6.   | Belluno              | 62 | 38 | 17 | 11 | 10 | 53 | 40 | +13 |
|  | 7.   | Itala San Marco      | 62 | 38 | 18 | 8  | 12 | 59 | 50 | +9  |
|  | 8.   | Chioggia Sottomarina | 53 | 38 | 13 | 14 | 11 | 47 | 40 | +7  |
|  | 9.   | Este                 | 49 | 38 | 13 | 10 | 15 | 50 | 47 | +3  |
|  | 10.  | Trentino             | 49 | 38 | 12 | 13 | 13 | 48 | 45 | +3  |
|  | 11.  | Mezzocorona          | 49 | 38 | 14 | 7  | 17 | 51 | 59 | -8  |
|  | 12.  | Eurocalcio Cassola   | 48 | 38 | 12 | 12 | 14 | 51 | 50 | +1  |
|  | 13.  | Sacilese             | 46 | 38 | 11 | 13 | 14 | 46 | 49 | -3  |
|  | 14.  | Cologna Veneta       | 46 | 38 | 12 | 10 | 16 | 39 | 50 | -11 |
|  | 15.  | Rivignano            | 42 | 38 | 12 | 6  | 20 | 32 | 46 | -14 |
|  | 16.  | Montecchio           | 42 | 38 | 10 | 12 | 16 | 33 | 44 | -11 |
|  | 17.  | Vallagarina          | 38 | 38 | 10 | 8  | 20 | 33 | 54 | -21 |
|  | 18.  | Montebelluna         | 35 | 38 | 6  | 17 | 15 | 32 | 51 | -19 |
|  | 19.  | Manzanese            | 35 | 38 | 8  | 11 | 19 | 41 | 59 | -18 |
|  | 20.  | Cordignano           | 28 | 38 | 5  | 13 | 20 | 38 | 64 | -26 |

Legenda:
      Promossa in Serie C2 2006-2007.
 Qualificate ai play-off o play-out.
      Qualificata per i play-off intergirone.
      Retrocessa in Eccellenza 2006-2007.
Regolamento:
Tre punti a vittoria, uno a pareggio, zero a sconfitta.
In caso di arrivo di due o più squadre a pari punti, la graduatoria verrà stilata secondo la classifica avulsa
In caso di pari punti per promozioni o retrocessioni si disputava uno spareggio.
Note:
Il Montebelluna è stato poi ripescato in Serie D 2006-2007.

### Spareggi

#### Spareggio salvezza
|              | Risultati |           | Luogo e data           |
| ------------ | --------- | --------- | ---------------------- |
| Montebelluna | 2-1       | Manzanese | Sacile, 14 maggio 2006 |
|              |           |           |                        |

#### Play-off

##### Semifinali
|               | Risultati |           | Luogo e data                  |
| ------------- | --------- | --------- | ----------------------------- |
| Tamai         | 1-2       | Sanvitese | Brugnera, 14 maggio 2006      |
| Sambonifacese | 1-0       | Bolzano   | San Bonifacio, 14 maggio 2006 |
|               |           |           |                               |

##### Finale
|               | Risultati |           | Luogo e data                  |
| ------------- | --------- | --------- | ----------------------------- |
| Sambonifacese | 1-0       | Sanvitese | San Bonifacio, 21 maggio 2006 |
|               |           |           |                               |

#### Play-out
|              | Risultati |              | Luogo e data      |
| ------------ | --------- | ------------ | ----------------- |
| Vallagarina  | 1-0       | Montecchio   | ?, 21 maggio 2006 |
| Montecchio   | 3-1       | Vallagarina  | ?, 28 maggio 2006 |
|              |           |              |                   |
| Montebelluna | 1-1       | Rivignano    | ?, 21 maggio 2006 |
| Rivignano    | 1-0       | Montebelluna | ?, 28 maggio 2006 |
|              |           |              |                   |

## Girone E

### Classifica finale
|  | Pos. | Squadra         | Pt | G  | V  | N  | P  | GF | GS | DR  |
|  | ---- | --------------- | -- | -- | -- | -- | -- | -- | -- | --- |
|  | 1.   | Fortis Spoleto  | 59 | 34 | 15 | 14 | 5  | 45 | 29 | +16 |
|  | 2.   | Fortis Juventus | 58 | 34 | 15 | 13 | 6  | 34 | 23 | +11 |
|  | 3.   | Poggibonsi      | 57 | 34 | 14 | 15 | 5  | 54 | 37 | +17 |
|  | 4.   | Forcoli         | 49 | 34 | 10 | 19 | 5  | 49 | 39 | +10 |
|  | 5.   | Cascina         | 48 | 34 | 12 | 12 | 10 | 38 | 34 | +4  |
|  | 6.   | Pontedera       | 46 | 34 | 12 | 10 | 12 | 41 | 39 | +2  |
|  | 7.   | Armando Picchi  | 46 | 34 | 10 | 16 | 8  | 34 | 31 | +3  |
|  | 8.   | Fo. Ce. Vara    | 45 | 34 | 11 | 12 | 11 | 46 | 44 | +2  |
|  | 9.   | Sestri Levante  | 44 | 34 | 10 | 14 | 10 | 34 | 33 | +1  |
|  | 10.  | Sestese         | 43 | 34 | 10 | 13 | 11 | 27 | 31 | -4  |
|  | 11.  | Sangimignano    | 43 | 34 | 9  | 16 | 9  | 36 | 39 | -3  |
|  | 12.  | Cecina          | 43 | 34 | 9  | 16 | 9  | 26 | 28 | -2  |
|  | 13.  | Lavagnese       | 40 | 34 | 9  | 13 | 12 | 30 | 33 | -3  |
|  | 14.  | Orvietana       | 40 | 34 | 10 | 10 | 14 | 33 | 44 | -11 |
|  | 15.  | Aglianese       | 39 | 34 | 10 | 9  | 15 | 40 | 45 | -5  |
|  | 16.  | Narnese         | 38 | 34 | 9  | 11 | 14 | 45 | 45 | 0   |
|  | 17.  | Venturina       | 34 | 34 | 9  | 7  | 18 | 37 | 53 | -16 |
|  | 18.  | Rondinella      | 30 | 34 | 6  | 12 | 16 | 31 | 53 | -22 |

- Per approfondire sui ripescaggi e le non ammissioni che hanno modificato i verdetti, vedi la sezione "Aggiornamenti" nelle voci Serie C2 2006-2007 e Serie D 2006-2007.

Legenda:
      Promossa in Serie C2 2006-2007.
 Qualificate ai play-off o play-out.
      Qualificata per i play-off intergirone.
      Retrocessa in Eccellenza 2006-2007.
Regolamento:
Tre punti a vittoria, uno a pareggio, zero a sconfitta.
In caso di arrivo di due o più squadre a pari punti, la graduatoria verrà stilata secondo la classifica avulsa
In caso di pari punti per promozioni o retrocessioni si disputava uno spareggio.
Note:
Il Poggibonsi è stato poi ripescato in Serie C2 2006-2007.
L'Orvietana e la Narnese sono state poi ripescate in Serie D 2006-2007.

### Spareggi

#### Play-off

##### Semifinali
|                 | Risultati |         | Luogo e data                      |
| --------------- | --------- | ------- | --------------------------------- |
| Fortis Juventus | 3-0       | Cascina | Borgo San Lorenzo, 14 maggio 2006 |
| Poggibonsi      | 0-1 (dts) | Forcoli | Poggibonsi, 14 maggio 2006        |
|                 |           |         |                                   |

##### Finale
|                 | Risultati |         | Luogo e data                      |
| --------------- | --------- | ------- | --------------------------------- |
| Fortis Juventus | 1-0       | Forcoli | Borgo San Lorenzo, 21 maggio 2006 |
|                 |           |         |                                   |

#### Play-out
|           | Risultati |           | Luogo e data      |
| --------- | --------- | --------- | ----------------- |
| Narnese   | 2-0       | Lavagnese | ?, 21 maggio 2006 |
| Lavagnese | 5-1       | Narnese   | ?, 28 maggio 2006 |
|           |           |           |                   |
| Aglianese | 2-0       | Orvietana | ?, 21 maggio 2006 |
| Orvietana | 2-2       | Aglianese | ?, 28 maggio 2006 |
|           |           |           |                   |

## Girone F

### Classifica finale
|  | Pos. | Squadra              | Pt | G  | V  | N  | P  | GF | GS | DR  |
|  | ---- | -------------------- | -- | -- | -- | -- | -- | -- | -- | --- |
|  | 1.   | Val di Sangro        | 74 | 34 | 21 | 11 | 2  | 61 | 21 | +40 |
|  | 2.   | Celano               | 58 | 34 | 16 | 10 | 8  | 48 | 31 | +17 |
|  | 3.   | Maceratese           | 57 | 34 | 14 | 15 | 5  | 33 | 24 | +9  |
|  | 4.   | Tolentino            | 56 | 34 | 14 | 14 | 6  | 45 | 32 | +13 |
|  | 5.   | Penne                | 54 | 34 | 14 | 12 | 8  | 38 | 33 | +5  |
|  | 6.   | Sansepolcro          | 50 | 34 | 12 | 14 | 8  | 31 | 26 | +5  |
|  | 7.   | Fano                 | 50 | 34 | 13 | 11 | 10 | 38 | 36 | +2  |
|  | 8.   | Sangiustese          | 49 | 34 | 11 | 16 | 7  | 42 | 35 | +7  |
|  | 9.   | Atletico Morro d'Oro | 48 | 34 | 11 | 15 | 8  | 42 | 35 | +7  |
|  | 10.  | Cagliese             | 46 | 34 | 10 | 16 | 8  | 44 | 37 | +7  |
|  | 11.  | R.C. Angolana        | 44 | 34 | 12 | 8  | 14 | 43 | 40 | +3  |
|  | 12.  | Real Montecchio      | 43 | 34 | 12 | 7  | 15 | 32 | 49 | -17 |
|  | 13.  | Albalonga            | 42 | 34 | 12 | 6  | 16 | 38 | 45 | -7  |
|  | 14.  | Avezzano             | 36 | 34 | 7  | 15 | 12 | 34 | 43 | -9  |
|  | 15.  | Grottammare          | 33 | 34 | 7  | 12 | 15 | 24 | 40 | -16 |
|  | 16.  | Pergolese            | 32 | 34 | 8  | 8  | 18 | 40 | 51 | -11 |
|  | 17.  | Urbino               | 23 | 34 | 4  | 11 | 19 | 32 | 56 | -24 |
|  | 18.  | Frascati             | 18 | 34 | 3  | 9  | 22 | 19 | 50 | -31 |

Legenda:
      Promossa in Serie C2 2006-2007.
 Qualificate ai play-off o play-out.
      Qualificata per i play-off intergirone.
      Retrocessa in Eccellenza 2006-2007.
Regolamento:
Tre punti a vittoria, uno a pareggio, zero a sconfitta.
In caso di arrivo di due o più squadre a pari punti, la graduatoria verrà stilata secondo la classifica avulsa
In caso di pari punti per promozioni o retrocessioni si disputava uno spareggio.
Note:
Il Celano è stato poi ripescato in Serie C2 2006-2007.
L'Avezzano e la Pergolese sono state poi riammesse in Serie D 2006-2007.

### Spareggi

#### Play-off

##### Semifinali
|            | Risultati |           | Luogo e data             |
| ---------- | --------- | --------- | ------------------------ |
| Celano     | 2-0       | Penne     | Celano, 14 maggio 2006   |
| Maceratese | 0-1       | Tolentino | Macerata, 14 maggio 2006 |
|            |           |           |                          |

##### Finale
|        | Risultati |           | Luogo e data           |
| ------ | --------- | --------- | ---------------------- |
| Celano | 1-0       | Tolentino | Celano, 21 maggio 2006 |
|        |           |           |                        |

#### Play-out
|             | Risultati |             | Luogo e data      |
| ----------- | --------- | ----------- | ----------------- |
| Pergolese   | 0-0       | Albalonga   | ?, 21 maggio 2006 |
| Albalonga   | 3-2       | Pergolese   | ?, 28 maggio 2006 |
|             |           |             |                   |
| Grottammare | 4-2       | Avezzano    | ?, 21 maggio 2006 |
| Avezzano    | 2-3       | Grottammare | ?, 28 maggio 2006 |
|             |           |             |                   |

## Girone G

### Classifica finale
|  | Pos. | Squadra             | Pt | G  | V  | N  | P  | GF | GS | DR  |
|  | ---- | ------------------- | -- | -- | -- | -- | -- | -- | -- | --- |
|  | 1.   | Cassino             | 70 | 34 | 21 | 7  | 6  | 65 | 28 | +37 |
|  | 2.   | Isola Liri          | 61 | 34 | 17 | 10 | 7  | 54 | 34 | +20 |
|  | 3.   | Ferentino           | 61 | 34 | 16 | 13 | 5  | 44 | 28 | +16 |
|  | 4.   | Monterotondo        | 57 | 34 | 16 | 9  | 9  | 51 | 41 | +10 |
|  | 5.   | Guidonia Montecelio | 54 | 34 | 14 | 12 | 8  | 52 | 36 | +16 |
|  | 6.   | Angri               | 51 | 34 | 14 | 9  | 11 | 45 | 40 | +5  |
|  | 7.   | Bojano              | 49 | 34 | 12 | 13 | 9  | 30 | 33 | -3  |
|  | 8.   | Venafro             | 45 | 34 | 12 | 9  | 13 | 37 | 40 | -3  |
|  | 9.   | Campobasso          | 44 | 34 | 10 | 14 | 10 | 42 | 36 | +6  |
|  | 10.  | Ostia Mare          | 43 | 34 | 11 | 10 | 13 | 45 | 47 | -2  |
|  | 11.  | Pomigliano (-3)     | 41 | 34 | 11 | 11 | 12 | 33 | 33 | 0   |
|  | 12.  | Tivoli              | 37 | 34 | 7  | 16 | 11 | 23 | 34 | -11 |
|  | 13.  | Pisoniano           | 33 | 34 | 8  | 9  | 17 | 37 | 55 | -18 |
|  | 14.  | Astrea              | 33 | 34 | 9  | 6  | 19 | 34 | 54 | -20 |
|  | 15.  | Montenero           | 32 | 34 | 7  | 11 | 16 | 31 | 51 | -20 |
|  | 16.  | Sorianese           | 21 | 34 | 3  | 12 | 19 | 27 | 61 | -34 |
|  | 17.  | Spes Mentana        | 20 | 34 | 3  | 11 | 20 | 27 | 59 | -32 |
|  | 18.  | Aprilia             | 69 | 34 | 21 | 6  | 7  | 63 | 30 | +33 |

Legenda:
      Promossa in Serie C2 2006-2007.
 Qualificate ai play-off o play-out.
      Qualificata per i play-off intergirone.
      Retrocessa in Eccellenza 2006-2007.
Regolamento:
Tre punti a vittoria, uno a pareggio, zero a sconfitta.
In caso di arrivo di due o più squadre a pari punti, la graduatoria verrà stilata secondo la classifica avulsa
In caso di pari punti per promozioni o retrocessioni si disputava uno spareggio.
Note:
Il Pomigliano ha scontato 3 punti di penalizzazione.
L'Aprilia è stata declassata all'ultimo posto dal giudice sportivo.

### Spareggi

#### Play-off

##### Semifinali
|            | Risultati |                     | Luogo e data                   |
| ---------- | --------- | ------------------- | ------------------------------ |
| Isola Liri | 1-0       | Guidonia Montecelio | Isola del Liri, 28 maggio 2006 |
| Ferentino  | 0-3       | Monterotondo        | Ferentino, 28 maggio 2006      |
|            |           |                     |                                |

##### Finale
|            | Risultati |              | Luogo e data                   |
| ---------- | --------- | ------------ | ------------------------------ |
| Isola Liri | 2-3       | Monterotondo | Isola del Liri, 31 maggio 2006 |
|            |           |              |                                |

#### Play-out
|           | Risultati |           | Luogo e data        |
| --------- | --------- | --------- | ------------------- |
| Sorianese | 0-0       | Pisoniano | ?, 28 maggio 2006   |
| Pisoniano | 2-1       | Sorianese | ?, 4 giugno 2006    |
|           |           |           |                     |
| Montenero | 1-3       | Astrea    | ?, 28 maggio 2006   |
| Astrea    | 1-1       | Montenero | Roma, 4 giugno 2006 |
|           |           |           |                     |

## Girone H

### Classifica finale
|  | Pos. | Squadra             | Pt | G  | V  | N  | P  | GF | GS | DR  |
|  | ---- | ------------------- | -- | -- | -- | -- | -- | -- | -- | --- |
|  | 1.   | Paganese            | 77 | 34 | 23 | 8  | 3  | 63 | 31 | +32 |
|  | 2.   | Monopoli            | 62 | 34 | 18 | 8  | 8  | 52 | 37 | +15 |
|  | 3.   | Sibilla Cuma        | 57 | 34 | 15 | 12 | 7  | 46 | 33 | +13 |
|  | 4.   | Scafatese           | 55 | 34 | 14 | 13 | 7  | 47 | 39 | +8  |
|  | 5.   | Brindisi            | 54 | 34 | 14 | 12 | 8  | 53 | 40 | +13 |
|  | 6.   | Sangiuseppese       | 49 | 34 | 13 | 10 | 11 | 47 | 43 | +4  |
|  | 7.   | Lavello             | 48 | 34 | 14 | 6  | 14 | 36 | 42 | -6  |
|  | 8.   | Bitonto             | 47 | 34 | 12 | 11 | 11 | 41 | 34 | +7  |
|  | 9.   | San Felice Normanna | 46 | 34 | 10 | 16 | 8  | 38 | 32 | +6  |
|  | 10.  | Savoia              | 45 | 34 | 11 | 12 | 11 | 32 | 36 | -4  |
|  | 11.  | Manduria            | 44 | 34 | 11 | 11 | 12 | 44 | 44 | 0   |
|  | 12.  | Grottaglie          | 43 | 34 | 10 | 13 | 11 | 41 | 36 | +5  |
|  | 13.  | Noicattaro          | 42 | 34 | 10 | 12 | 12 | 28 | 31 | -3  |
|  | 14.  | Nuovo Terzigno      | 39 | 34 | 9  | 12 | 13 | 45 | 48 | -3  |
|  | 15.  | Matera (-2)         | 37 | 34 | 9  | 12 | 13 | 28 | 38 | -10 |
|  | 16.  | San Paolo Bari      | 37 | 34 | 9  | 10 | 15 | 29 | 40 | -11 |
|  | 17.  | Ariano              | 24 | 34 | 6  | 6  | 22 | 26 | 50 | -24 |
|  | 18.  | Solofra             | 15 | 34 | 3  | 6  | 25 | 26 | 68 | -42 |

Legenda:
      Promossa in Serie C2 2006-2007.
 Qualificate ai play-off o play-out.
      Qualificata per i play-off intergirone.
      Retrocessa in Eccellenza 2006-2007.
Regolamento:
Tre punti a vittoria, uno a pareggio, zero a sconfitta.
In caso di arrivo di due o più squadre a pari punti, la graduatoria verrà stilata secondo la classifica avulsa
In caso di pari punti per promozioni o retrocessioni si disputava uno spareggio.
Note:
Il Matera ha scontato 2 punti di penalizzazione.
Il Monopoli è stato poi ripescato in Serie C2 2006-2007.
Il San Paolo Bari è stato poi ripescato in Serie D 2006-2007.

### Spareggi

#### Play-off
|              | Risultati |           | Luogo e data                              |
| ------------ | --------- | --------- | ----------------------------------------- |
| Monopoli     | 2-1       | Brindisi  | Monopoli, 14 maggio 2006                  |
| Sibilla Cuma | 1-0       | Scafatese | Bacoli, stadio T.Chiovato, 14 maggio 2006 |
|              |           |           |                                           |

##### Finale
|          | Risultati |              | Luogo e data             |
| -------- | --------- | ------------ | ------------------------ |
| Monopoli | 1-0       | Sibilla Cuma | Monopoli, 21 maggio 2006 |
|          |           |              |                          |

#### Play-out
|                | Risultati |                | Luogo e data      |
| -------------- | --------- | -------------- | ----------------- |
| San Paolo Bari | 0-2       | Noicattaro     | ?, 21 maggio 2006 |
| Noicattaro     | 2-1       | San Paolo Bari | ?, 28 maggio 2006 |
|                |           |                |                   |
| Matera         | 2-1       | Nuovo Terzigno | ?, 21 maggio 2006 |
| Nuovo Terzigno | 0-1       | Matera         | ?, 28 maggio 2006 |
|                |           |                |                   |

## Girone I

### Classifica finale
|  | Pos. | Squadra        | Pt | G  | V  | N  | P  | GF | GS | DR  |
|  | ---- | -------------- | -- | -- | -- | -- | -- | -- | -- | --- |
|  | 1.   | Sorrento       | 74 | 34 | 21 | 11 | 2  | 67 | 20 | +47 |
|  | 2.   | Vibonese       | 71 | 34 | 20 | 11 | 3  | 46 | 19 | +27 |
|  | 3.   | Cosenza        | 65 | 34 | 19 | 8  | 7  | 49 | 25 | +24 |
|  | 4.   | Siracusa       | 61 | 34 | 18 | 7  | 9  | 46 | 34 | +12 |
|  | 5.   | Sapri          | 60 | 34 | 17 | 9  | 8  | 56 | 37 | +19 |
|  | 6.   | Comiso         | 55 | 34 | 14 | 13 | 7  | 49 | 38 | +11 |
|  | 7.   | Viribus Unitis | 55 | 34 | 15 | 10 | 9  | 35 | 22 | +13 |
|  | 8.   | Ebolitana      | 51 | 34 | 14 | 9  | 11 | 44 | 36 | +8  |
|  | 9.   | Ragusa (-2)    | 47 | 34 | 14 | 7  | 13 | 42 | 38 | +4  |
|  | 10.  | Giarre         | 46 | 34 | 11 | 13 | 10 | 37 | 38 | -1  |
|  | 11.  | Turris         | 45 | 34 | 11 | 12 | 11 | 42 | 34 | +8  |
|  | 12.  | Campobello     | 39 | 34 | 11 | 6  | 17 | 39 | 49 | -10 |
|  | 13.  | FC Francavilla | 39 | 34 | 10 | 9  | 15 | 34 | 42 | -8  |
|  | 14.  | Rossanese      | 35 | 34 | 9  | 8  | 17 | 23 | 38 | -15 |
|  | 15.  | Adrano         | 35 | 34 | 9  | 8  | 17 | 41 | 58 | -17 |
|  | 16.  | Trapani        | 35 | 34 | 9  | 8  | 17 | 46 | 53 | -7  |
|  | 17.  | Alcamo         | 18 | 34 | 4  | 6  | 24 | 19 | 67 | -48 |
|  | 18.  | Scillese       | 6  | 34 | 1  | 3  | 30 | 25 | 92 | -67 |

Legenda:
      Promossa in Serie C2 2006-2007.
 Qualificate ai play-off o play-out.
      Qualificata per i play-off intergirone.
      Retrocessa in Eccellenza 2006-2007.
Regolamento:
Tre punti a vittoria, uno a pareggio, zero a sconfitta.
In caso di arrivo di due o più squadre a pari punti, la graduatoria verrà stilata secondo la classifica avulsa
In caso di pari punti per promozioni o retrocessioni si disputava uno spareggio.
Note:
Il Ragusa ha scontato 2 punti di penalizzazione.
La Vibonese è stata poi ripescata in Serie C2 2006-2007.
La Rossanese è stata poi riammessa in Serie D 2006-2007.

### Spareggi

#### Spareggio salvezza
|                | Risultati |            | Luogo e data      |
| -------------- | --------- | ---------- | ----------------- |
| FC Francavilla | 0-2       | Campobello | ?, 14 maggio 2006 |
|                |           |            |                   |

#### Play-off

##### Semifinali
|          | Risultati     |          | Luogo e data                  |
| -------- | ------------- | -------- | ----------------------------- |
| Vibonese | 2-1           | Sapri    | Vibo Valentia, 14 maggio 2006 |
| Cosenza  | 1-1 (6-5 dtr) | Siracusa | Cosenza, 14 maggio 2006       |
|          |               |          |                               |

##### Finale
|          | Risultati |         | Luogo e data                  |
| -------- | --------- | ------- | ----------------------------- |
| Vibonese | 2-1       | Cosenza | Vibo Valentia, 21 maggio 2006 |
|          |           |         |                               |

#### Play-out
|                | Risultati |                | Luogo e data                        |
| -------------- | --------- | -------------- | ----------------------------------- |
| Trapani        | 1-0       | FC Francavilla | Erice, 28 maggio 2006               |
| FC Francavilla | 1-0       | Trapani        | Francavilla in Sinni, 4 giugno 2006 |
|                |           |                |                                     |
| Adrano         | 1-0       | Rossanese      | Adrano, 28 maggio 2006              |
| Rossanese      | 3-3       | Adrano         | Corigliano-Rossano, 4 giugno 2006   |
|                |           |                |                                     |

## Play-off intergirone
Le 9 squadre vincitrici dei play-off di girone furono divise in 3 gironi da 3 squadre ognuno in cui le cui vincitrici, più la migliore seconda, accederono alle semifinali, da disputarsi in turni di andata e ritorno e la finale unica in campo neutro.

### Turno preliminare

#### Triangolare 1
|  | Pos. | Squadra         | Pt | G | V | N | P | GF | GS | DR |
|  | ---- | --------------- | -- | - | - | - | - | -- | -- | -- |
|  | 1.   | Orbassano       | 6  | 2 | 2 | 0 | 0 | 2  | 0  | +2 |
|  | 2.   | Fortis Juventus | 3  | 2 | 1 | 0 | 1 | 2  | 2  | 0  |
|  | 3.   | Salò            | 0  | 2 | 0 | 0 | 2 | 1  | 3  | -2 |

Legenda:
      Promossa al turno successivo.
Regolamento:
Tre punti a vittoria, uno a pareggio, zero a sconfitta.
Note:
La Fortis Juventus passò il turno come migliore seconda a causa della miglior posizione nella classifica finale rispetto al Tritium.
|                 | Risultati |                 | Luogo e data      |
| --------------- | --------- | --------------- | ----------------- |
| Orbassano       | 1-0       | Fortis Juventus | ?, 28 maggio 2006 |
| Fortis Juventus | 2-1       | Salò            | ?, 31 maggio 2006 |
| Salò            | 0-1       | Orbassano       | ?, 4 giugno 2006  |
|                 |           |                 |                   |

#### Triangolare 2
|  | Pos. | Squadra       | Pt | G | V | N | P | GF | GS | DR |
|  | ---- | ------------- | -- | - | - | - | - | -- | -- | -- |
|  | 1.   | Monopoli      | 4  | 2 | 1 | 1 | 0 | 4  | 2  | +2 |
|  | 2.   | Vibonese      | 2  | 2 | 0 | 2 | 0 | 3  | 3  | 0  |
|  | 3.   | Sambonifacese | 1  | 2 | 0 | 1 | 1 | 1  | 3  | -2 |

Legenda:
      Promossa al turno successivo.
Regolamento:
Tre punti a vittoria, uno a pareggio, zero a sconfitta.
|               | Risultati |               | Luogo e data      |
| ------------- | --------- | ------------- | ----------------- |
| Vibonese      | 2-2       | Monopoli      | ?, 28 maggio 2006 |
| Sambonifacese | 1-1       | Vibonese      | ?, 31 maggio 2006 |
| Monopoli      | 2-0       | Sambonifacese | ?, 4 giugno 2006  |
|               |           |               |                   |

#### Triangolare 3
|  | Pos. | Squadra      | Pt | G | V | N | P | GF | GS | DR |
|  | ---- | ------------ | -- | - | - | - | - | -- | -- | -- |
|  | 1.   | Celano       | 4  | 2 | 1 | 1 | 0 | 3  | 2  | +1 |
|  | 2.   | Tritium      | 3  | 2 | 1 | 0 | 1 | 2  | 2  | 0  |
|  | 3.   | Monterotondo | 1  | 2 | 0 | 1 | 1 | 1  | 2  | -1 |

Legenda:
      Promossa al turno successivo.
Regolamento:
Tre punti a vittoria, uno a pareggio, zero a sconfitta.
|              | Risultati |              | Luogo e data      |
| ------------ | --------- | ------------ | ----------------- |
| Tritium      | 1-2       | Celano       | ?, 28 maggio 2006 |
| Monterotondo | 0-1       | Tritium      | ?, 4 giugno 2006  |
| Celano       | 1-1       | Monterotondo | ?, 7 giugno 2006  |
|              |           |              |                   |

### Semifinali
|                 | Risultati |                 | Luogo e data      |
| --------------- | --------- | --------------- | ----------------- |
| Celano          | 1-0       | Fortis Juventus | ?, 11 giugno 2006 |
| Fortis Juventus | 0-0       | Celano          | ?, 18 giugno 2006 |
|                 |           |                 |                   |
| Orbassano       | 0-1       | Monopoli        | ?, 11 giugno 2006 |
| Monopoli        | 4-1       | Orbassano       | ?, 18 giugno 2006 |
|                 |           |                 |                   |

### Finale
|        | Risultati |          | Luogo e data             |
| ------ | --------- | -------- | ------------------------ |
| Celano | 2-5       | Monopoli | Lanciano, 25 giugno 2006 |
|        |           |          |                          |

## Poule Scudetto
Lo Scudetto Dilettanti viene assegnato dopo un torneo fra le vincitrici dei 9 gironi. Vengono divise in 3 triangolari le cui vincitrici, più la migliore seconda, accedono alle semifinali, da disputarsi in turni di andata e ritorno e la finale unica in campo neutro.

### Turno preliminare

#### Triangolare 1
|  | Pos. | Squadra | Pt | G | V | N | P | GF | GS | DR |
|  | ---- | ------- | -- | - | - | - | - | -- | -- | -- |
|  | 1.   | Varese  | 4  | 2 | 1 | 1 | 0 | 3  | 1  | +2 |
|  | 2.   | Nuorese | 3  | 2 | 1 | 0 | 1 | 5  | 5  | 0  |
|  | 3.   | Rovigo  | 1  | 2 | 0 | 1 | 1 | 2  | 4  | -2 |

Legenda:
      Promossa al turno successivo.
Regolamento:
Tre punti a vittoria, uno a pareggio, zero a sconfitta.
|         | Risultati |         | Luogo e data      |
| ------- | --------- | ------- | ----------------- |
| Nuorese | 1-3       | Varese  | ?, 14 maggio 2006 |
| Rovigo  | 2-4       | Nuorese | ?, 17 maggio 2006 |
| Varese  | 0-0       | Rovigo  | ?, 21 maggio 2006 |
|         |           |         |                   |

#### Triangolare 2
|  | Pos. | Squadra          | Pt | G | V | N | P | GF | GS | DR |
|  | ---- | ---------------- | -- | - | - | - | - | -- | -- | -- |
|  | 1.   | Fortis Spoleto   | 4  | 2 | 1 | 1 | 0 | 3  | 2  | +1 |
|  | 2.   | Boca San Lazzaro | 2  | 2 | 0 | 2 | 0 | 2  | 2  | 0  |
|  | 3.   | Val di Sangro    | 1  | 2 | 0 | 1 | 1 | 2  | 3  | -1 |

Legenda:
      Promossa al turno successivo.
Regolamento:
Tre punti a vittoria, uno a pareggio, zero a sconfitta.
|                  | Risultati |                  | Luogo e data      |
| ---------------- | --------- | ---------------- | ----------------- |
| Boca San Lazzaro | 1-1       | Fortis Spoleto   | ?, 14 maggio 2006 |
| Val di Sangro    | 1-1       | Boca San Lazzaro | ?, 17 maggio 2006 |
| Fortis Spoleto   | 2-1       | Val di Sangro    | ?, 21 maggio 2006 |
|                  |           |                  |                   |

#### Triangolare 3
|  | Pos. | Squadra  | Pt | G | V | N | P | GF | GS | DR |
|  | ---- | -------- | -- | - | - | - | - | -- | -- | -- |
|  | 1.   | Paganese | 4  | 2 | 1 | 1 | 0 | 2  | 1  | +1 |
|  | 2.   | Sorrento | 3  | 2 | 1 | 0 | 1 | 8  | 4  | +4 |
|  | 3.   | Cassino  | 1  | 2 | 0 | 1 | 1 | 2  | 7  | -5 |

Legenda:
      Promossa al turno successivo.
Regolamento:
Tre punti a vittoria, uno a pareggio, zero a sconfitta.
|          | Risultati |          | Luogo e data      |
| -------- | --------- | -------- | ----------------- |
| Paganese | 2-1       | Sorrento | ?, 14 maggio 2006 |
| Sorrento | 7-2       | Cassino  | ?, 17 maggio 2006 |
| Cassino  | 0-0       | Paganese | ?, 21 maggio 2006 |
|          |           |          |                   |

### Semifinali
|                | Risultati |                | Luogo e data      |
| -------------- | --------- | -------------- | ----------------- |
| Fortis Spoleto | 3-2       | Sorrento       | ?, 28 maggio 2006 |
| Sorrento       | 0-0       | Fortis Spoleto | ?, 10 giugno 2006 |
|                |           |                |                   |
| Paganese       | 2-1       | Varese         | ?, 27 maggio 2006 |
| Varese         | 1-3       | Paganese       | ?, 10 giugno 2006 |
|                |           |                |                   |

### Finale
|          | Risultati |                | Luogo e data             |
| -------- | --------- | -------------- | ------------------------ |
| Paganese | 2-1       | Fortis Spoleto | Sorrento, 18 giugno 2006 |
|          |           |                |                          |